# Ballistol

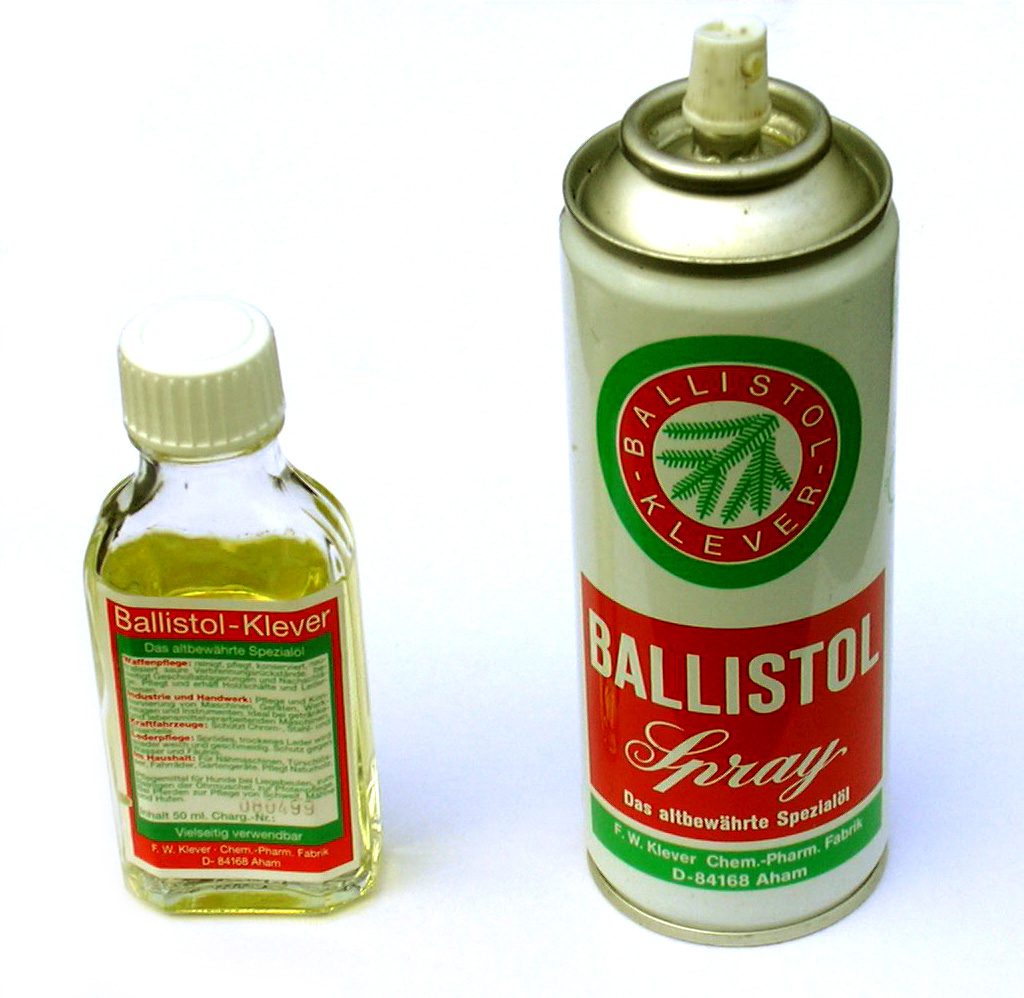
Duas apresentações do Ballistol.

Ballistol (forma abreviada para "óleo balístico") é um produto químico à base de óleo mineral que anuncia que tem muitos usos. É fabricado e distribuído pela Ballistol GmbH da vila bávara de Aham e foi originalmente planejado para limpar, lubrificar e proteger armas de fogo.

## Visão geral
O Ballistol é um óleo de tratamento que foi desenvolvido no início do século XX por Friedrich Wilhelm Klever como um óleo para manutenção de armas para o exército alemão. Desde então, tem sido produzido praticamente inalterado. Ballistol é uma marca comercial da F.W. Klever GmbH. O nome da marca é composto pelas palavras "ballistics" e "oleum" (latim para "óleo"). Além do óleo universal, a empresa também produz vários outros produtos para cuidados com o corpo, cuidados com animais, repelente de mosquitos e muito mais.

## Características
O produto químico é um líquido claro amarelado com a consistência esperada de um óleo leve. Porém, ao entrar em contato com a água, se emulsifica, tornando-se uma substância branca e cremosa espessa. Tem um cheiro doce e levemente pungente semelhante ao alcaçuz preto. É distribuído nas formas líquida e aerossol. O aerossol usa butano ou propano como propelente.
Ele anuncia que não tem agentes cancerígenos. Alguns outros produtos químicos semelhantes contêm petroquímicos que podem poluir o meio ambiente se manuseados incorretamente.

## Recursos e limitações
O ingrediente essencial do Ballistol é o óleo branco de grau médico. Este componente serve como lubrificante e proteção contra corrosão. Os componentes do álcool têm efeito desinfetante e conservante. Para que ambos possam ser misturados, os sais alcalinos do ácido oleico estão disponíveis como detergentes. Junto com os álcoois, eles também permitem um efeito de deslocamento de água e dissolução de sujeira, mas também tornam a película de óleo lavável. Ballistol forma uma emulsão leitosa com água e, segundo o fabricante, tem um valor de pH de 8 a 8,5 (alcalino).
Como um produto de cuidado de armas, o óleo pode ser lavado das partes da arma pela água e então perder seu efeito protetor. A reação alcalina do óleo tem um bom efeito de limpeza: manchas metálicas no cano da arma (tombac, chumbo) podem ser removidas com relativa facilidade. Isso também se aplica aos resíduos de combustão do pó propulsor. A reação com latão, cobre e suas ligas leva à deterioração de peças de armas e munições feitas com esses materiais.
Aplicado como um produto de tratamento de metais para latão e cobre, tem um efeito ligeiramente oxidante, por isso é adequado para limpeza, mas não para preservar esses metais.
Como produto para o cuidado da madeira, Ballistol pode ser questionado: O componente óleo branco não pode se polimerizar e / ou oxidar nas condições normais de uso e permanece inalterado na madeira. Isso dificulta o acesso à madeira para produtos de tratamento específicos da madeira (óleo de linhaça, óleo de tungue, terebintina e misturas dessas e de substâncias semelhantes, bem como ceras e vernizes) e torna-se gordurosa se aplicada em excesso. Como a terebentina pode dissolver os compostos de parafina que contém, o tratamento provavelmente será pelo menos mais difícil.
Devido à sua baixa viscosidade, Ballistol é adequado apenas até certo ponto para cuidar do couro, pois a aplicação excessiva pode fazer com que o couro saturado libere óleo para os materiais em contato a longo prazo. Ballistol também está embutido nos poros, mas não sela permanentemente, em contraste com as emulsões e suspensões de impregnação. Portanto, a manutenção regular é necessária.
Ballistol é biodegradável, não é perigoso para fontes de água e inofensivo no sentido da Lei de Alimentos. O cheiro característico vem dos óleos essenciais usados para perfumar. O "Spezialöl H1" é uma variante inodora de Ballistol e também segura para alimentos.

## Ingredientes
De acordo com uma especificação de dezembro de 2002:
- Óleo branco farmacêutico: CAS RN 8042-47-5
- Ácido oleico: CAS RN 112-80-1
- Álcoois C-5: CAS RN 78-83-1; CAS RN 137-32-6; CAS RN 100-51-6
- diferentes óleos essenciais para perfumar o Ballistol

De acordo com a MSDS de 2013:
- Óleo mineral (parafina líquida)
- Oleato de potássio
- Oleato de Amônio
- Álcool benzílico
- Álcool amílico
- Álcool isobutílico
- Acetato de benzila
- Anetol
- Iso-hexano (apenas aerossol)